# Споразум из Тордесиљаса
Споразум из Тордесиљаса (порт. Tratado de Tordesilhas, шп. Tratado de Tordesillas) је споразум између Португала и Шпаније о колонијалној подјели свијета. Споразум одређује линију подјеле новог свијета само између Португала и Шпаније и то меридијаном удаљеним 1550 километара западно од Зеленортских Острва. Линија се налазила на 46-ом меридијану, западно од Гринича, и представљала је једну трећину удаљености од Зеленортских острва до острва које је открио Кристифор Колумбо на свом првом путовању (Куба). По овом споразуму, сва земља која се налазила источно од ове линије припадала је Португалу, а сва земља која се налазила западно, припадала је Шпанији. Шпанија је ратификовала овај споразум 2. јула 1494. године, а Португал 5. септембра 1494. године.

## Узроци
Одмах по откривању Америке, појавиле су се размирице између Португала и Шпаније. Постојећа папска була Aeterni regis из 1481. године додјељивала је сву земљу јужно од Канарских Острва Португалу. Ово се никако није свиђало Шпанцима, који су сматрали да, самим тим што је њихов поданик открио земљу и полажу право на исту. Користећи свој утицај на новог папу, Шпанца по рођењу, Александра VI, Шпанци су издејствовали нову булу Inter caetera, по којој је сва земља 100 лига западно од Азорских острва, припадала Шпанији (осим ако већ нека друга хришћанска земља не полаже право на њу, закључно са божићем 1492. - пошто се још увијек мислило да је у питању далеки исток, а не нови континент), без обзира на то да ли је на сјеверној или јужној полулопти. Ова була није уопште помињала Португал, али га је практично онемогућавала да заузме цијелу Индију, што је био и циљ португалског краља Жоаоа II. Жоао II је одмах отпочео преговоре са арагонским краљем Фердинандом II и кастиљском краљицом Изабелом I како би помјерио линију разграничења на запад. Како је ово било противно папској були, постигнут је нови договор, који је санкционисао Папа Јулије II булом из 1506. године.
Сама подјела је мало поштована на дјелу, иако су Португалци открили земљу источно од меридијана 1500. године, нису се либили прећи линију разграничења, нити су им то Шпанци бранили. Споразум је био ништаван у годинама Иберијске уније, када је шпански краљ уједно био и португалски краљ (од 1580. до 1640. године). Новим споразумом у Мадриду из 1750. године, Португалу је признат суверенитет над запосједнутим територијама у Јужној Америци.

## Линија разграничења
Споразум је специфицирао линију разграничења у лигама од Зеленортских острва. Линија није била специфицирана у степенима, нити је идентификована нека топологија (нпр. острво) са друге стране Атлантског океана. Споразум, међутим, каже да се сама линија утврђује заједничким путовањем (португалско-шпанске делегације), које се никада није десило.
- Шпанци су први, уз помоћ Хаимеа Ферера, 1495. године, а на захтјев Шпанског краља и краљице, покушали одредити линију разграничења. Хаиме је тврдио да је линија разграничења на 18° западно од централног од Зеленортских острва. Како се тада вјеровало да се Фого, централно зеленортско острво налази на 24°25' западно од Гринича, Хаиме Ферер је поставио линију разграничења на 42°25' западно од Гринича. Треба напоменути да је тадашња замисао о закривљености земље довела до представе да је земљина сфера 21,1% већа од стварне земљине сфере. Ако се ово узме у обзир, као и чињеница да је једна лига садржавала 6152,64 метра, стварна линија би била на 47°37' западно од Гринича.
- Најраније Португалско тумачење потиче из Кантинове мапе свијета из 1502. године. На карти је уцртана линија разграничења пролазила преко ушћа Амазона у Атлантик (на крати је за ушће написано: Todo este mar he de agua doçe - Цијело ово море је питка вода!) што се процјењује да је на 42°30' западно од Гринича.
- Године 1518. Шпанци су поново процијенили да је линија разграничења на 47°24' западно од Гринича, у тренутку када је замисао о закривљености земље била таква да је сматрано да је за 7,7% мања него што стварно јесте, што је у стварности било 45°38' западно. Међутим, опис обале куда би ова линија пролазила, веома је збуњујућа, па је по опису обале у питању линија негдје између 49° и 50° западно.
- 1524. године сами шпански морепловци, су дали своје мишљење од томе гдје се линија налази. Линија је процијењена на 47°17' западно (уз мању земљину сферу од 3,1%), односно 46°36' западно.
- 1524. године су и португалски морепловци, су дали своје мишљење од томе гдје се линија налази. Они су је поставили на 21°30' западно од мјеста Санто Антао (Зеленортска Острва), односно (22°6'36" на стварној земљиној сфери).

## Антимеридијан
Сам споразум, због чињенице да земља није плоча је био прилично ништаван, јер је Шпанија могла ићи на запад и доћи до посједа, које су идући на исток Португалци већ открили. Ово се, нормално, није доводило у питање све док Португал није открио веома вриједна Молучка острва, 1512. године, због чега су Шпанци протестовали, тврдећи да је по споразуму Земља подијељена на двије полулопте, западну која припада Шпанији и источну која припада Португалу и да предметна острва припадају западној, односно шпанској хемисфери. Размирице, које су укључивале и разне пропале договоре, трајале су све до 1529. године, када су стране успјеле да се договоре у Сарагоси. Споразум из Сарагосе је утврдио да ће се Шпанија задовољити са 350 хиљада дуката у злату, а да ће острва остати унутар источне, односно португалске хемисфере. Антимеридијан, како је назван ће пролазити 17° источно од Молучких острва, преко острва Лас Велас и Санто Томе.
Молучка острва су група острва западно од Нове Гвинеје, а у 16. вијеку, било је једино мјесто у свијету гдје се успјешно узгаја биљка од које се добија зачин каранфилић, а његова вриједност, у то вријеме, је била једнака вриједности злата. На највећем острву архипелага, португалци су направили тврђаву, које су заузели Холанђани, послије пада Иберијске уније, око 1640. године. Шпанци су опет, 1666. године, преузели архипелаг од Холађана у склопу акције поновног заузимања Филипина.
Антимеридијан није подијелио земљину сферу на два једнака дијела, Шпанија је добила 169° земљине сфере, а Португал 191°. Осим тога, антимеридијан је подијелио земљу тако да је Шпанија добила на истоку углавном Пацифик, док је већина копна припала Португалу. Без обзира на споразум, Шпанија је у више наврата покушала да колонизује Филипинска острва иако су она прилично унутар Португалске хемисфере. Шпански краљ Филип II је 1565. године успио да колонизује Филипине, подижући Манилу, као трговачку станицу.
Осим Бразила и Молучких острва, Португал је временом колонизовао и Анголу, Мозамбик, Гвинеју Бисао, Сао Томе и Принципе у Африци, као и Гоу, Даман и Диу у Индији и Источни Тимор и Макао на Далеком истоку